# Emajagua
Emajagua es un barrio ubicado en el municipio de Maunabo en el estado libre asociado de Puerto Rico. En el Censo de 2010 tenía una población de 4538 habitantes y una densidad poblacional de 304,4 personas por km².

## Geografía
Emajagua se encuentra ubicado en las coordenadas 18°0′19″N 65°52′37″O / 18.00528, -65.87694. Según la Oficina del Censo de los Estados Unidos, Emajagua tiene una superficie total de 14.91 km², de la cual 10.71 km² corresponden a tierra firme y (28.14%) 4.2 km² es agua.

## Demografía
Según el censo de 2010, había 4538 personas residiendo en Emajagua. La densidad de población era de 304,4 hab./km². De los 4538 habitantes, Emajagua estaba compuesto por el 52.49% blancos, el 28.69% eran afroamericanos, el 0.71% eran amerindios, el 0.04% eran asiáticos, el 15.84% eran de otras razas y el 2.23% pertenecían a dos o más razas. Del total de la población el 99.21% eran hispanos o latinos de cualquier raza.